# Камінське (Середино-Будський район)
Камінське — колишнє село, входило до складу Кам'янської сільської ради, Середино-Будський район, Сумська область. 18 січня 1988 року село зняте з обліку.

## Географічне розташування
Камінське розташовувалося на лівому березі річки Свига, вище по течії за 1 км знаходиться село Пилипи (зняте з обліку 1993 року), нижче по течії за 1,5 км — Пигарівка.

## Історія
Хутір Камінський був заснований у 1716–1719 роках стародубським полковником Лук'яном Івановичем Жоравком, якому гетьман Іван Скоропадський 15 січня 1716 року дозволив переселити людей із села Кам'яні Озера (Кам'янки) на землю біля річки Свиги.
Вперше Кам'янський хутір згадується у 1732 році серед володінь, успадкованих Марією Григорівною Жоравко від своєї матері Анни Павлівни Жоравко (? – 13.04.1731). 23 січня 1732 року Марія Григорівна вийшла заміж за мглинського сотника Максима Михайловича Турковського і передала йому у посаг Кам'янку, Камінський хутір та інше нерухоме майно, яке 29 квітня 1732 року було закріплено за ним універсалом гетьмана Данила Апостола. Однак дітей від шлюбу у неї не було, і після її смерті все посаг майно було повернено її двоюрідним братам Івану Тимофійовичу та Антону Тимофійовичу Жоравку, які у 1748 році добровільно розділили його між собою, а 14 грудня 1749 року отримали на нього підтверджувальну царську грамоту. Село Кам'янка «со всеми принадлежностями» дісталося за вказаним розділом генеральному осавулу Івану Тимофійовичу Жоравку.
На момент опису Новгород-Сіверського намісництва 1779 – 1781 рр. за ним у Камінському хуторі вважався млин на два колеса і 2 підсусідські хати, в яких проживали 2 обивателя зі своїми сім'ями.
Після смерті І.Т. Жоравко Каменський хутір успадкувала його єдина дочка Наталія Іванівна Покорська-Жоравко (7.07.1749 – після 1811), а після неї – її молодший син Федір Іванович Покорський-Жоравко (1778 – до 1828), від якого хутір перейшов до його сина – підпоручика Олександра Федоровича Покорського-Жоравка (9.09.1814 – бл. 1852). Після смерті Олександра Федоровича його володіння у Камінському хуторі дісталися його дружині Єлизаветі Петрівні Покорській-Жоравко та двом синам – Федору (05.03.1851 – ?) та Петру (15.02.1852 – ?). У 1860 році вони володіли в селі Кам'янці та Камінському хуторі 445 селянами-кріпаками чоловічої статі та 24 дворовими чоловічої статі.
Напередодні скасування кріпосного права, у 1859 році, у Камінському хуторі було 6 дворів, у яких проживало 25 чоловіків та 30 жінок. У хуторі працював винокурний завод, який виробляв понад 11 520
відер спирту на рік (1860-1861). Наприкінці 70-х років позаминулого століття Єлизавета Петрівна продала винокурний завод та інше майно в Камінському хуторі «Товариству цукрових та рафінадних заводів братів Терещенків», яке збільшило продуктивну потужність заводу та задіяло у виробництві спирту близько 25 працівників.
У 60-х роках минулого століття населений пункт потрапив у розряд неперспективних і до середини 80-х років ХХ століття спорожнів, а 18 січня 1988 року був знятий з обліку населених пунктів Сумської області.

## Персоналії
- Голець Ганна Іванівна (1910—2001) — українська актриса.